# Medianoche (película de 1939)
Medianoche (título original: Midnight) es una película dirigida por Mitchell Leisen y protagonizada por Claudette Colbert, Don Ameche y John Barrymore.

## Argumento
Eve Peabody es una corista americana que no tiene trabajo. Llega a París procedente de Montecarlo con lo puesto, un traje de noche, y justo está cayendo allí un buen aguacero. Tibor Czerny es un taxista húngaro que se solidariza con ella y la recoge.
La pasea por todos los clubes nocturnos de París, donde ella fracasa en sus intentos de encontrar trabajo allí e incluso llegará a ofrecerle su propia casa para que se guarezca esa noche, dado que él tiene que conducir hasta que salga el sol. Eve no acepta un favor de esa envergadura, ya que no quiere ser una carga para Tibor. Además, también comienza a sentir cierta atracción hacia él y lo último que querría es comenzar una aventura con un taxista humilde en ese momento. Finalmente, cuando paran en una gasolinera para recargar combustible, ella se escapa.

## Reparto
| Actor             | Personaje          |
| ----------------- | ------------------ |
| Claudette Colbert | Eve Peabody        |
| Don Ameche        | Tibor Czerny       |
| John Barrymore    | Georges Flammarion |
| Francis Lederer   | Jacques Picot      |
| Mary Astor        | Helene Flammarion  |
| Elaine Barrie     | Simone             |
| Hedda Hopper      | Stephanie          |
| Rex O'Malley      | Marcel             |
| Monty Woolley     | El juez            |
| Armand Kaliz      | Lebon              |

## Producción
Al principio se consideró a Marlene Dietrich como protagonista y a Fritz Lang como director. Finalmente Claudette Colbert fue elegida protagonista y Mitchell Leisen como director. Una vez preparado todo, se filmó en blanco y negro entre mediados de noviembre de 1938 y mediados de enero de 1939.

## Recepción
Hoy en día la película ha sido valorada en portales cinematográficos y por los críticos profesionales. En IMDb, por ejemplo, con aproximadamente 5700 votos registrados, el filme obtiene una media ponderada de 7,8 sobre 10. En cuanto a Rotten Tomatoes, los más de 1000 votos registrados allí le dieron una valoración media de 4,1 de 5, mientras que los 14 críticos profesionales registrados en el portal le dieron una valoración media de 7,9 de 10. También cabe destacar, que en La Vanguardia el 74 % de los usuarios registrados en ese periódico le dan una valoración positiva.